# Lisa Hörnblad
Anna Lisa Kristina Hörnblad (Örnsköldsvik, 6 marzo 1996) è un'ex sciatrice alpina svedese.

## Biografia
Specialista delle prove veloci originaria di Järved di Örnsköldsvik, Lisa Hörnblad ha debuttato nel Circo bianco il 3 dicembre 2011 disputando uno slalom speciale a Kåbdalis, valido come gara FIS; ha esordito in Coppa Europa il 1º dicembre 2014 a Hemsedal in slalom gigante, senza qualificarsi per la seconda manche, e ai Campionati mondiali a Sankt Moritz 2017, classificandosi 33ª nella discesa libera, 19ª nella combinata e non completando il supergigante. Il 25 febbraio 2017 ha conquistato il primo podio in Coppa Europa vincendo la discesa libera di Sarentino e il 16 dicembre dello stesso anno ha fatto il suo esordio in Coppa del Mondo piazzandosi 36ª nel supergigante di Val-d'Isère.
Il 16 gennaio 2018 ha ottenuto l'ultima vittoria in Coppa Europa, ad Altenmarkt-Zauchensee in supergigante, e ai successivi XXIII Giochi olimpici invernali di Pyeongchang 2018, sua unica presenza olimpica, si è classificata 17ª nella discesa libera e 24ª nel supergigante; il 14 marzo dello stesso anno è salita per l'ultima volta sul podio in Coppa Europa, a Soldeu/El Tarter in supergigante (3ª). Il 27 gennaio 2019 ha conquistato il suo miglior risultato in Coppa del Mondo, a Garmisch-Partenkirchen in discesa libera (11ª), e ai successivi Mondiali di Åre 2019, sua ultima presenza iridata, è stata 25ª nella discesa libera, 20ª nel supergigante e 9ª nella combinata. Ha preso per l'ultima volta il via in Coppa del Mondo il 2 marzo 2024 a Kvitfjell in supergigante, senza completare la prova, e si è ritirata al termine di quella stessa stagione 2023-2024: la sua ultima gara in carriera è stata il supergigante dei Campionati svedesi 2024, disputato il 19 marzo a Åre e nel quale la Hörnblad ha vinto la medaglia d'argento.

## Palmarès

### Mondiali juniores
- 1 medaglia:
  - 1 argento (gara a squadre a Sočil/Roza Chutor 2016)

### Coppa del Mondo
- Miglior piazzamento in classifica generale: 59ª nel 2019

### Coppa Europa
- Miglior piazzamento in classifica generale: 3ª nel 2018
- Vincitrice della classifica di supergigante nel 2018
- Vincitrice della classifica di combinata nel 2018
- 7 podi:
  - 3 vittorie
  - 3 secondi posti
  - 1 terzo posto

#### Coppa Europa - vittorie
| Data             | Località              | Paese   | Specialità |
| ---------------- | --------------------- | ------- | ---------- |
| 25 febbraio 2017 | Sarentino             | Italia  | DH         |
| 11 gennaio 2018  | Innerkrems            | Austria | KB         |
| 16 gennaio 2018  | Altenmarkt-Zauchensee | Austria | SG         |

Legenda:

DH = discesa libera

SG = supergigante

KB = combinata

### Campionati svedesi
- 12 medaglie[2]:
  - 9 ori (discesa libera nel 2015; discesa libera, supergigante, combinata nel 2017; discesa libera, supergigante, combinata nel 2018; discesa libera, supergigante nel 2019)
  - 1 argento (supergigante nel 2024)
  - 2 bronzi (slalom gigante nel 2018; slalom gigante nel 2019)